# Cessna 180
O Cessna 180 é um monomotor convencional produzido pela Cessna Aircraft Company de asa alta configurado para quatro assentos. Os primeiros modelos do avião eram essencialmente modelos do Cessna 170 com um motor maior de 170kW (225hp) O-470-A. O primeiro do tipo voou em 1952 e as entregas começaram em fevereiro do seguinte ano. A carreira do avião como um desempenho elevado único - devido à chegada do triciclo 180 baseou o Cessna 182 em 1956, mas pelo tipo tinha-se estabelecido então um nicho útil como um avião de serviço público. Depois tendo os modelos atualizados incluindo o 170kW (230hp) 180A, e o 180G (de 1964) com uma terceira janela. O nome de Skywagon foi aplicado aos 180 em 1969. Os 180 remanesceram na produção até 1981.

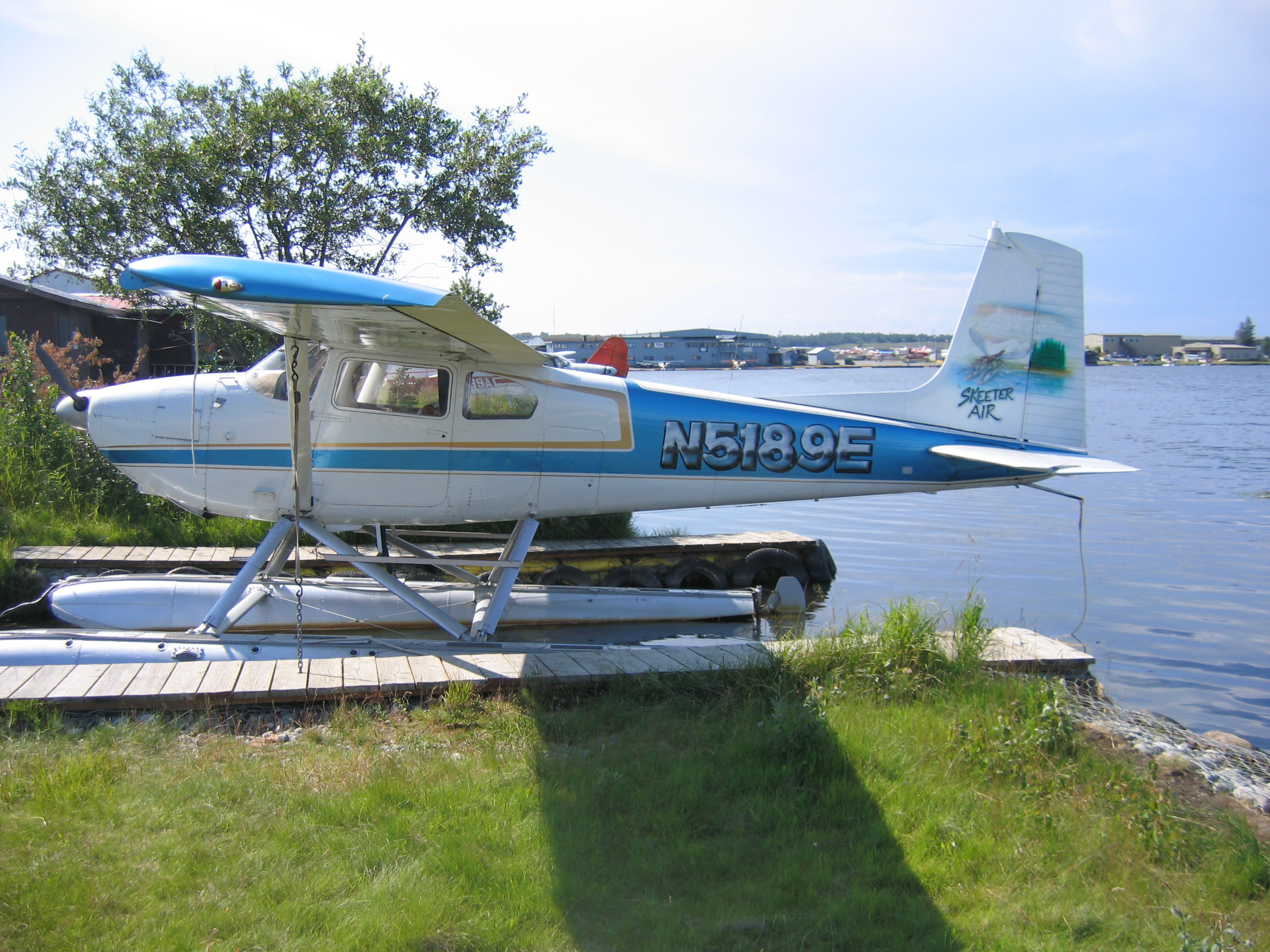
Cessna 180B com flutuadores 1959.
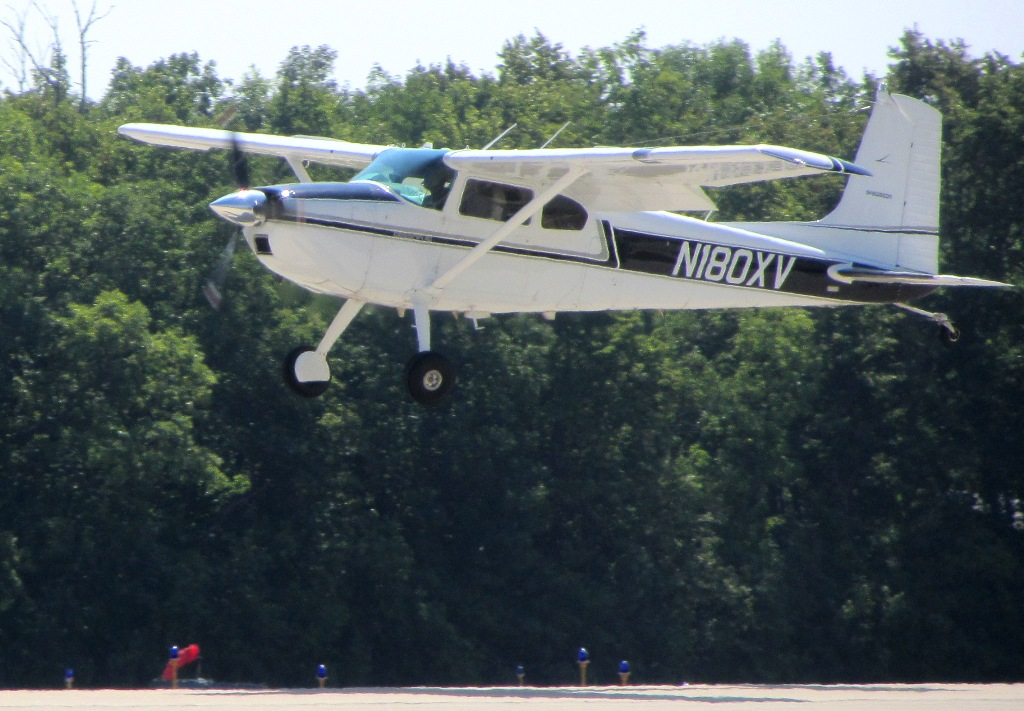
Cessna 180D 1961.
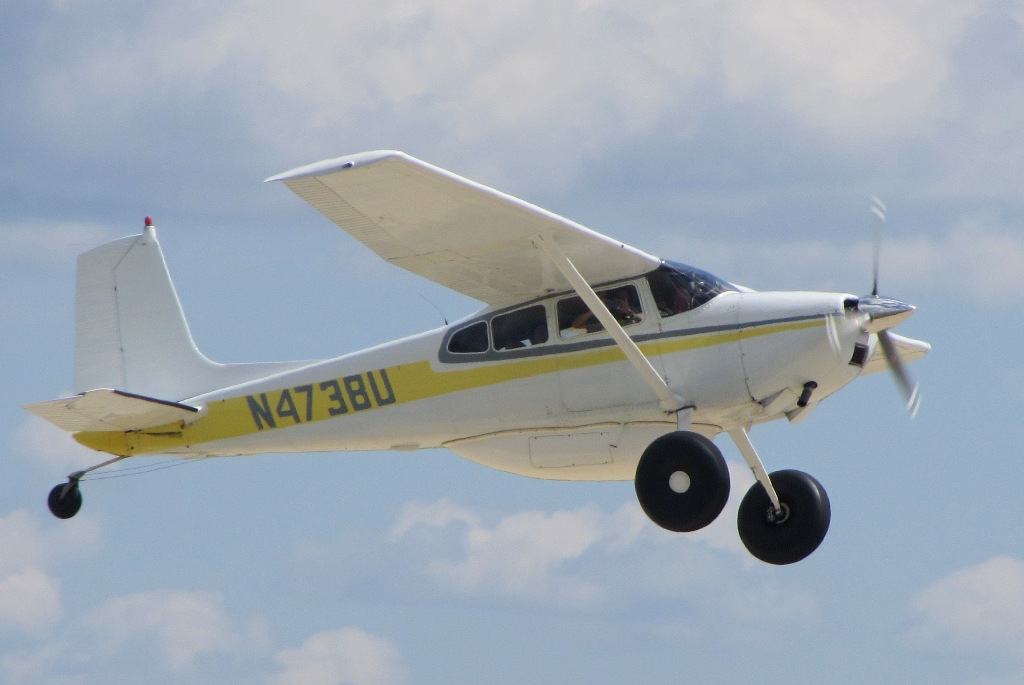
Cessna 180G pod de carga e pneus de tundra.